# Socialdemokraterne (Region Midtjylland)
 For alternative betydninger, se Socialdemokraterne (flertydig). (Se også artikler, som begynder med Socialdemokraterne)
Socialdemokraterne Region Midtjylland er den socialdemokratiske organisation i Region Midtjylland. Foreningen er stiftet i 2006. Den 24. april 2010 afløste Hans Brønfeld fra Juelsminde Kirsten Johannsen fra Århus som foreningens formand.

## Regionsrådet
Efter det første valg til Regionsrådet i 2005 blev den daværende amtsborgmester i Viborg Amt Bent Hansen valgt som formand for Regionsrådet. Bent Hansen blev genvalgt i 2009.
I 2005 blev Johannes Flensted-Jensen (daværende amtsborgmester i Århus Amt) valgt som 1. næstformand for Regionsrådet og formand for Sundhedskoordinationsudvalget.
Conny Jensen, Herning, er formand for den socialdemokratiske gruppe i Regionsrådet.

## Folketingsmedlemmer i 2007

### Østjyllands Storkreds
Ved folketingsvalget i 2007 blev der valgt 7 østjyske socialdemokrater. Det var Svend Auken, Henrik Dam Kristensen, Kirsten Brosbøl, Torben Hansen, Leif Lahn Jensen, René Skau Björnsson og Anne-Marie Meldgaard.

### Vestjyllands Storkreds
Ved folketingsvalget i 2007 blev der valgt 4 vestjyske socialdemokrater. Det var Jens Chr. Lund, Thomas Jensen, Mogens Jensen og Jens Peter Vernersen.

#### Vestjyske suppleanter til Folketinget
- Helle Dam, 1. suppleant (Struerkredsen)
- Peder Christensen, 2. suppleant (Skivekredsen)
- Charlotte Juhl Andersen, 3. suppleant (Ikastkredsen)

## Næstformænd i Socialdemokratiske Forbund
Daværende amtsborgmester Bent Hansen blev valgt som næstformand for Socialdemokratiet i 2000. I 2005 blev han afløst af Nicolai Wammen, der senere samme år blev valgt som borgmester i Århus.